# Critics' Choice Movie Award voor beste actiefilm
De Critics' Choice Movie Award voor beste actiefilm (Critics' Choice Movie Award for Best Action Movie) was een van de Amerikaanse filmprijzen van de Critics Choice Association die jaarlijks uitgereikt worden tijdens de Critics' Choice Awards. De prijs werd uitgereikt van 2008 tot 2020.
Vanaf 2021 werd deze vervangen door de Critics' Choice Super Award voor beste actiefilm.

## Winnaars en genomineerden

### 2008-2009
- 2008: The Dark Knight
  - Indiana Jones and the Kingdom of the Crystal Skull
  - Iron Man
  - Quantum of Solace
  - Wanted
- 2009: Avatar
  - District 9
  - The Hurt Locker
  - Inglourious Basterds
  - Star Trek

### 2010-2019
- 2010: Inception
  - Kick-Ass
  - Red
  - The Town
  - Unstoppable
- 2011: Drive
  - Fast Five
  - Hanna
  - Rise of the Planet of the Apes
  - Super 8
- 2012: Skyfall
  - The Avengers
  - The Dark Knight Rises
  - Looper
- 2013: Lone Survivor
  - The Hunger Games: Catching Fire
  - Iron Man 3
  - Rush
  - Star Trek: Into Darkness
- 2014: Guardians of the Galaxy
  - American Sniper
  - Captain America: The Winter Soldier
  - Edge of Tomorrow
  - Fury
- 2015: Mad Max: Fury Road
  - Furious 7
  - Jurassic World
  - Mission: Impossible – Rogue Nation
  - Sicario
- 2016: Hacksaw Ridge
  - Captain America: Civil War
  - Deadpool
  - Doctor Strange
  - Jason Bourne
- 2017: Wonder Woman
  - Baby Driver
  - Logan
  - Thor: Ragnarok
  - War for the Planet of the Apes
- 2018: Mission: Impossible – Fallout
  - Avengers: Infinity War
  - Black Panther
  - Deadpool 2
  - Ready Player One
  - Widows
- 2019: Avengers: Endgame
  - 1917
  - Ford v Ferrari
  - John Wick: Chapter 3 – Parabellum
  - Spider-Man: Far From Home

### 2020-2029 (Critics' Choice Super Award voor beste actiefilm)
- 2020 (1e): Da 5 Bloods
  - Bad Boys for Life
  - Extraction
  - Greyhound
  - The Hunt
  - Mulan
  - The Outpost
  - Tenet
- 2021 (2e): No Time to Die
  - Gunpowder Milkshake
  - The Harder They Fall
  - The Last Duel
  - Nobody
  - Wrath of Man
- 2022 (3e): Top Gun: Maverick
  - Bullet Train
  - RRR
  - The Unbearable Weight of Massive Talent
  - The Woman King